# Juvanje
Juvanje este o localitate din comuna Ljubno, Slovenia, cu o populație de 135 de locuitori.